# C.S. Friedman
Celia S. Friedman (12 januari 1957) is een Amerikaans schrijfster van epische fantasy en sciencefiction die vooral bekend is geworden door haar Koudvuur- en Magisters-trilogieën. 
Friedman schrijft vooral complexe verhaallijnen. Ze begon met haar schrijverscarrière in 1986 met The Conquest Born.